# Фишер, Эдмонд
Эдмонд Генри Фи́шер (англ. Edmond Henri Fischer; 6 апреля 1920, Шанхай, Китай — 27 августа 2021, Сиэтл) — швейцарский и американский биохимик, лауреат Нобелевской премии по физиологии или медицине 1992 года «За открытия, касающиеся обратимого белкового фосфорилирования как механизма биологической регуляции». Почётный профессор Вашингтонского университета (Сиэтл).
Член Национальной академии наук США (1973), иностранный член Лондонского королевского общества (2010).

## Биография
Эдмонд Фишер родился 6 апреля 1920 года в Шанхае (Китай). Его мать Рене Таперну (1893—1981) была француженкой, отец Оскар Фишер (1886—1941) — австрийским евреем с юридической практикой в Шанхае. Дед по материнской линии переехал из Франции сначала в Ханой (Индокитай), а затем в Китай, где основал франкоязычную газету «Китайский курьер» (Courrier de Chine) и французскую муниципальную школу, которую в раннем детстве посещал Эдмонд Фишер. Оскар Фишер принял итальянское гражданство по деловым соображениям (он занимался импортом-экспортом), и поэтому Эдди (как называли Эдмонда все близкие) родился гражданином Италии. Бизнес Оскара был успешным. Семья жила в большом и красивом доме в Шанхае, нанимая садовника, повара, главного дворецкого, отвечающего за всю домашнюю прислугу, и портниху, которая шила всю одежду семьи. Во время своего ежегодного отпуска в Японии семья арендовала большой «Роллс-ройс» с шофером, чтобы отвезти семью в Кобе, к огромному водопаду Кегон или в древний город Нара.
В 1927 году семья уехала из Китая в Европу поездом по Транссибирской магистрали. Они поселились во франкоязычной части Швейцарии, где Эдди и двое его братьев учились в начальных классах международной школы La Châtaigneraie, расположенной в двадцати милях к востоку от Женевы с видом на Женевское озеро и Альпы. Именно здесь Эдмонд увлекся наукой и зарождающейся областью биологической химии.

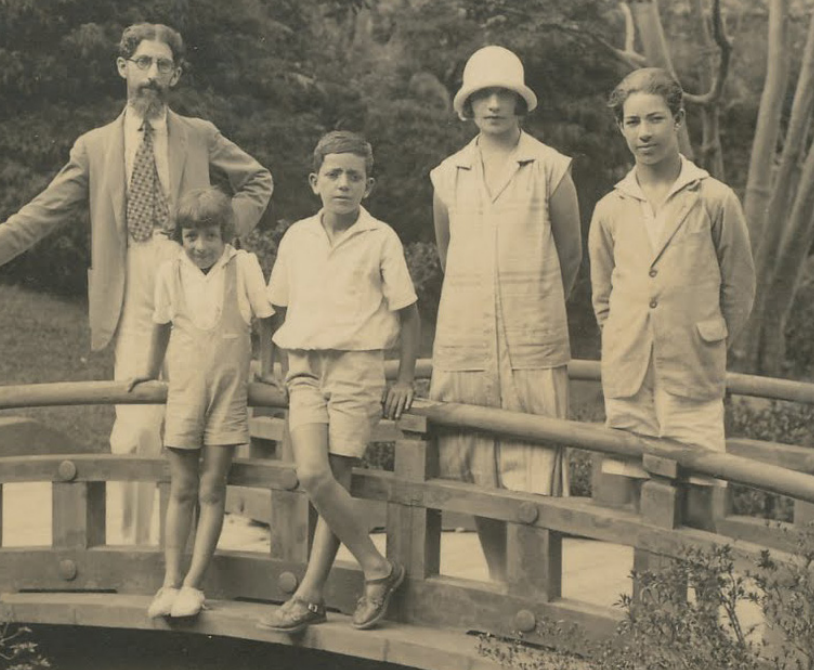
Эдмонд Фишер (второй слева) с родителями и старшими братьями Джорджем и Раулем в 1926 году.

В возрасте 14 лет, во время учёбы в Колледже Кальвин (бывшем Женевском колледже), он присутствовал на исполнении Императорского концерта Бетховена, в котором Солистом был Джонни Обер - профессор фортепиано в престижной музыкальной консерватории Женевы. На следующий день Эдди спросил директора консерватории, может ли он стать учеником Обера. На последовавшем прослушивании Эдди произвел впечатление на Обера, сыграв «Полонез ля мажор» Шопена и «Рондо Каприччиозо» Мендельсона. В результате Эдди был учеником Обера на протяжении 7 лет, и одно время Эдмонд Фишер подумывал о том, чтобы стать профессиональным музыкантом.
Когда в 1939 году итальянский лидер Бенито Муссолини заключил пакт с Адольфом Гитлером , Эдмонд Фишер сжег свой итальянский паспорт на ступенях итальянского консульства в Женеве и принял швейцарское гражданство. После окончания средней школы в 1939 году Эдмонд Фишер оставался в нейтральной Швейцарии на протяжении всей Второй мировой войны и изучал химию и биологию в Женевском университете, получив степень бакалавра наук в области органической химии. Затем он стал аспирантом в лаборатории Курта Мейера, который покинул Германию в 1931 году, чтобы получить назначение в Женеву. В 1947 году, в возрасте двадцати семи лет, Эдмонд Фишер получил степень доктора наук за исследования структуры полисахаридов и альфа-амилаз — ферментов, которые гидролизуют крахмал и гликоген до сахаров. У Мейера были серьёзные разногласия с Норманом Хауортом, заведующим кафедрой химии Бирмингемского университета в Соединённом Королевстве, о структуре амилопектина и гликогена, и обеим группам требовались чистые ферменты, расщепляющие крахмал и гликоген, такие как амилаза и фосфорилаза, для изучения структур этих полисахаридов. Поэтому Мейер отправил Эдмонда с докладом о кристаллизации α-амилазы на первый Международный конгресс биохимиков, который состоялся в 1948 году в Кембридже. Именно здесь он впервые встретился с Уильямом Уиланом, который работал над своей докторской диссертацией о структуре крахмала с Стэнли Питом из отдела Хауорта. Они обнаружили, что у них много общего для обсуждения, и стали друзьями на всю жизнь.
В 1953 году Эдмонд Фишер переехал в Соединённые Штаты после смерти Мейера от приступа астмы (1952), чтобы начать постдокторские исследования в Калифорнийском технологическом институте. Однако по прибытии он неожиданно получил предложение о должности профессора биохимии в Вашингтонском университете в Сиэтле от Ханса Нейрата, заведующего кафедрой биохимии. Сиэтл напомнил ему и его жене Нелли Швейцарию, и поэтому он согласился, приняв двойное гражданство США и Швейцарии и проведя в США следующие шестьдесят восемь лет.

## Семья
Эдмонд Фишер был женат дважды: на Нелли Ганьо с 1948 года до её смерти в 1961 году, а затем на Беверли Буллок с 1963 года до её смерти в 2006. У него остались двое сыновей от первого брака, Франсуа и Анри, и четверо внуков.
Его внучка Элиза сама стала ученым. В 2017 году она окончила Сент-Эндрюсский университет по направлению биохимия, а затем провела четыре года в качестве аспирантки в лаборатории Дэвида Барфорда в Лаборатории молекулярной биологии Медицинского исследовательского совета в Кембридже (Англия), получив степень доктора философии в 2021 году в возрасте двадцати семи лет, точно так же, как и её дедушка в 1947 году. Эдмонд прожил достаточно долго, чтобы стать свидетелем публикации второй исследовательской работы Элизы, в которой был раскрыт важный аспект регуляции цикла клеточного деления путем фосфорилирования.

## Вклад в науку

### Открытие обратимого белкового фосфорилирования как клеточного регуляторного механизма
В ходе работ, выполненных в 1930-х и 1940-х годах, супруги Карл и Герти Кори обнаружили фермент гликогенфосфорилазу и её роль в превращении гликогена в лактат (в мышцах) и в глюкозу (в печени). Они также обнаружили, что гликогенфосфорилаза существует в двух формах, которые они назвали «a» и «b». Фосфорилаза «b» была активна только в присутствии адениловой кислоты (5'-АМФ), тогда как фосфорилаза «a» была активна в отсутствие этой молекулы. Они предполагали (ошибочно), что фосфорилаза «а» содержала плотно связанный 5'-АМФ и что активность другого фермента, обнаруженного ими в 1943 году превращала фосфорилазу «а» в фосфорилазу «b», катализируя удаление 5'-АМФ. Действие 5'-АМФ на фосфорилазу «b» было первым примером аллостерической активации фермента; но термин «аллостерия» был введен в обиход только двадцать лет спустя Жаком Моно. В те дни молекулы, которые требовались для ферментативного катализа, но не участвовали непосредственно в каталитическом процессе, назывались «простетическими группами». Поэтому они назвали фермент, превращающий форму «а» в форму «b», «ферментом, удаляющим простетическую группу» (или PR).
Карл и Герти Кори получили Нобелевскую премию по физиологии и медицине в 1947 году за «открытие процесса каталитического превращения гликогена», Герти стала первой женщиной, получившей Нобелевскую премию в этой категории. Но им так и не удалось выяснить различие между фосфорилазой «а» и фосфорилазой «b» на молекулярном уровне, и они отказались от этой задачи. Когда Эдмонд Фишер приехал в Сиэтл, он обнаружил, что у него есть общие интересы с коллегой по факультету Эдвином Г. Кребсом. Кребс начал работу на факультете пятью годами ранее, после окончания аспирантуры с Карлом и Герти Кори в Вашингтонском Университете в Сент-Луисе, где он работал над взаимодействием протамина с гликогенфосфорилазой мышц кролика. Эдмонд Фишер во время учёбы в докторантуре у Курта Мейера также изучал гликогенфосфорилазу в картофеле и её роль в расщеплении крахмала. Эдмонд и Эдвин вместе обсуждали, почему гликогенфосфорилаза картофеля не требует 5’-АМФ и в чём может заключаться разница между фосфорилазой «а» и фосфорилазой «b». Они решили взяться за решение проблемы, и таким образом началось сотрудничество, которое продолжалось на протяжении всей жизни.
История о том, как Эдмонд Фишер и Эдвин Кребс решили проблему за восемнадцать месяцев, была опубликована Эдмондом Фишером в его биографических мемуарах об Эдвине Кребсе в 2009 году. Их работа над решением этой задачи выглядела следующим образом: когда Эдмонд и Эдвин удалили структурные мышечные белки из мышечных гомогенатов центрифугированием, они обнаружили, что гликогенфосфорилаза полностью находится в форме «b», тогда как Карл и Герти Кори, которые удаляли структурные мышечные белки, пропуская гомогенаты через фильтровальную бумагу (препаративные центрифуги тогда ещё не были изобретены), обнаружили, что фосфорилаза полностью находится в форме «а». Затем Фишер и Кребс обнаружили, что форму "b"можно преобразовать в форму «а», если пропустить мышечные экстракты через фильтровальную бумагу, а также обнаружили, что ключевыми соединениями, необходимыми для преобразования, были Mg-АТФ и ионы кальция. Ионы кальция вымываются из самой фильтровальной бумаги в процессе фильтрации. Необходимость в Mg-АТФ наводила на мысль о реакции фосфорилирования, которую они подтвердили, показав, что 32P-фосфат был включен в гликогенфосфорилазу из [γ−32P]АТФ во время превращения «b» в «a», что привело их к предположению, что ферментом, превращающим «b» в «a», была киназа фосфорилазы. Фишер и Кребс впоследствии показали, что киназа фосфорилазы переносит фосфат из АТФ на специфический сериновый остаток гликогенфосфорилазы «b». Это означало, что фермент, превращающий «а» в «b», должен был быть фосфатазой, хотя в течение многих лет его продолжали называть PR-ферментом. Идентификация молекулярного механизма, с помощью которого ионы кальция активируют фосфорилазную киназу, оказалась на удивление сложной задачей, и решение проблемы появилось само собой только после того, как в 1960-х годах появился относительно специфический хелатор кальция EGTA. Затем стало ясно, что ионы кальция активируют фосфорилазную киназу двумя совершенно разными способами. Первый осуществляется с помощью непрямого механизма, катализируемого кальцийзависимым протеолитическим ферментом, который Фишер и Кребс назвали киназоактивирующим фактором (KAF), в настоящее время известная как протеиназа кальпаин. Для активации KAF требуется миллимолярная концентрация ионов кальция, процесс при этом необратим и, возможно, не имеет никакого физиологического значения. Второй способ заключается в прямом и обратимом связывании ионов кальция с фосфорилазокиназой в микромолярных концентрациях — механизм, который объясняет, как распад гликогена синхронизируется с началом мышечного сокращения. Позже было обнаружено, что ионы кальция активируют фосфорилазную киназу путем взаимодействия с кальцийсвязывающим белком кальмодулином, который является неотъемлемым компонентом фосфорилазокиназного комплекса (его δ-субъединица) и тесно связан по структуре с тропонином С - белком, который придает чувствительность к кальцию мышечному сократительному аппарату. В начале 1950-х Эрл Сазерленд, который также обучался у Карла Кори, обнаружил, что гормон эпинефрин (адреналин) стимулирует превращение фосфорилазы «b» в «а» и инициирует гликогенолиз путем образования 3',5'-циклического аденозинмонофосфата (циклического АМФ), первого идентифицированного «второго мессенджера». За это открытие Сазерленд был удостоен Нобелевской премии по физиологии и медицине в 1970 году. Кребс и Фишер обнаружили, что частично очищенные препараты фосфорилазной киназы активируются путем инкубации с Mg-АТФ и что эта реакция была ускорена добавлением циклического АМФ. Позже Донал Уолш, работая в лаборатории Эдвина Кребса, обнаружил, что эффект циклического АМФ был опосредован отдельной циклической АМФ-зависимой протеинкиназой, следы которой загрязняли частично очищенные препараты фосфорилазной киназы, которые использовались в то время. Активация фосфорилазокиназы циклическим AMP-зависимая протеинкиназа была первым обнаруженным «каскадом» протеинкиназ, в котором одна протеинкиназа активирует другую.
В течение многих лет считалось, что фосфорилирование является специализированной формой механизма регуляции ферментов, связанного с регуляцией метаболизма гликогена. Но другие примеры фосфорилирования белков как регуляторного механизма постепенно появлялись в течение 1970-х и 1980-х годов . Белковые продукты вызывающих рак онкогенов, а также рецепторы эпидермального фактора роста и инсулина также были идентифицированы как протеинкиназы. Более того, было обнаружено, что перепроизводство или мутация рецепторов фактора роста в нерегулируемые формы вызывают рак. Также стало ясно, что прохождение цикла клеточного деления обусловлено действием протеинкиназы. Затем, в 1990 году, было обнаружено, что циклоспорин, иммунодепрессант, который позволил широко использовать трансплантацию органов, оказывает свое действие путем ингибирования регулируемой кальцием/кальмодулином протеинфосфатазы, что подчеркивает потенциальную важность как фосфатаз, так и киназ в качестве мишеней для лекарств.

### Идентификация протеин-тирозин-фосфатаз
Вскоре после своего основополагающего открытия Эдмонд Фишер и Эдвин Кребс решили, что одному из них следует сосредоточиться на фосфорилазокиназе (Эдвин Кребс), а другому — на фосфорилазофосфатазе (Эдмонд Фишер). Фишер опубликовал несколько работ по фосфорилазе в 1960-х и 1970-х годах, описывающих частичную очистку и характеристику фермента скелетных мышц, но решающие прорывы в этой области были сделаны позже другими учеными. После того, как онкогены и рецепторы фактора роста были идентифицированы как протеинкиназы, которые присоединяют фосфат к гидроксильной группе боковой цепи аминокислотного тирозина в белках, Фишер заинтересовался белковыми тирозинфосфатазами и механизмами их регулирования. В конце 1980-х годов он начал заниматься этой проблемой после того, как Ник Тонкс присоединился к его лаборатории в качестве постдока. Тонкс и Фишер очистили и охарактеризовали первые белковые тирозинфосфатазы, выявив новое семейство генов, которое насчитывает около 100 представителей и включает как цитоплазматические, так и трансмембранные рецепторные тирозинфосфатазы. Тонкс и Фишер обнаружили, что общий антиген лейкоцитов CD45 является тирозинфосфатазой, что впоследствии привело к открытию ключевой роли CD45 в активации Т-клеток. Они также идентифицировали ферментный белок тирозинфосфатазу 1B (PTP-1B) и предоставили первые доказательства того, что он может играть важную роль в действии инсулина, что позже было установлено путем создания и характеристики мыши с нокаутом по PTP-1B. Фишер наладил новое сотрудничество с Кребсом в начале 1990-х годов, результатом которого стало клонирование и экспрессия первой кДНК, кодирующей белок тирозинфосфатазу (Т-клеточную протеинфосфатазу, или TC-PTP, также называемую PTP-N2).
Последняя крупная статья Эдмонда Фишера на эту тему, опубликованная в 1995 году, определяла альтернативно сращиваемые варианты TC-PTP.

### Нобелевская премия
К началу 1990-х годов стало ясно, что фосфорилирование белков регулирует большинство аспектов жизнедеятельности клеток и что нарушение регуляции процессов, контролируемых фосфорилированием, вызывает рак и другие заболевания. В 1992 году Эдмонд Фишер и Эдвин Кребс были совместно удостоены Нобелевской премии по физиологии и медицине за их открытие «обратимого фосфорилирования белков как биологического регуляторного механизма», спустя тридцать семь лет после их основополагающего открытия.
После присуждения Нобелевской премии продолжались активные исследования в области фосфорилирования белка. Более поздние открытия включали идентификацию многоуровневых каскадов протеинкиназ, активируемых митогеном, и каскада протеинкиназ, активируемого вторым мессенджером фосфатидилинозитол-3,4,5-фосфатом, который опосредует внутриклеточное действие инсулина. Также были выяснены процессы фосфорилирования и дефосфорилирования белков, которые регулируют врожденный и адаптивный иммунитет. Первый действительно мощные и специфические ингибиторы протеинкиназ были описаны в период с 1993 по 1995 год, и более семидесяти пяти препаратов, нацеленных на протеинкиназы, впоследствии были одобрены для клинического применения и изменили клиническое лечение многих видов рака. Например, Иматиниб, первый ингибитор протеинкиназы, одобренный для клинического применения в 2001 году, превратил хронический миелолейкоз из быстро смертельного заболевания в управляемое состояние.

### Рольпиридоксальфосфатавгликогенфосфорилазе
В 1970-е годы лаборатория Эдмонда Фишера занималась ролью производного витамина В6 пиридоксальфосфата (PLP) в фосфорилазе и других PLP-зависимых ферментах, такие как бактериальные декарбоксилазы аминокислот. Фосфорилаза, выделенная из всех эукариот и высших растений, содержит стехиометрические количества PLP, который необходим для катализа и, благодаря его высокому содержанию в скелетных мышцах и печени, до 80 процентов витамина В6 в организме связано с этим единственным ферментом. Как наблюдалось для других PLP-зависимые ферменты, PLP образует основание Шиффа с ε-аминогруппой специфического остатка лизина в фосфорилазе. Фишеру удалось определить, что фосфорилаза сохраняет свою полную каталитическую активность, когда основание Шиффа восстанавливается обработкой борогидридом, который необратимо связывает PLP с ферментом. Этот результат отличался от всех других PLP-зависимых ферментов, которые инактивируются при таком лечении. Таким образом, роль PLP в фосфорилазе должна была быть уникальной. Лаборатория Фишера синтезировала множество производных PLP и разработала методы удаления PLP из фосфорилазы и последующего повторного введения его или производного в фермент. Эти исследования показали, что пиридоксальфосфат необходим для катализа, а пиридоксаль — нет, что указывает на важность фосфатной группы PLP в катализе. Проблема была окончательно решена, когда была выяснена трехмерная структура фосфорилазы. Затем стало ясно, что 5’-фосфатная группа пиридоксальфосфата функционирует как кислотно-щелочная, способствуя атаке фосфата субстрата на гликоген.

## Награды
- Премия Вернера, Швейцарское химическое общество (1952)
- Премия медицинского факультета Ледерле, Женевский университет (1956—1959)
- Стипендия Гуггенхайма (1963)[13]
- Премия Жубера, Женевский университет (1968)
- Избрание членом Американской академии искусств и наук (1972)
- Избрание членом Национальной Академии наук США (1973)
- Лауреат премии Пассано, Фонд Пассано (1988)
- Премия Стивена К. Биринга, медицинский факультет Университета Индианы (1991)
- Нобелевская премия по физиологии и медицине (1992) за открытие обратимого белкового фосфорилирования
- Мемориальные лекции Вейцмана (1993).
- Избрание иностранным членом Испанской королевской академии наук (1993)
- Избрание членом Венецианской академии наук, искусств и литературы (1994)
- Избрание членом Королевской академии медицины и хирургии, Испания (1998)
- Избрание членом Корейской академии науки и технологий, Корея (2003)
- Назначение почетным директором Лаборатории передачи сигналов Эдмонда Х. Фишера,Цзилиньский университет, Чанчунь, Китай (2004)
- Премия за прижизненные достижения, Зимний симпозиум по биотехнологии природы в Майами (2005)
- Избрание почетным гражданином города Новый Орлеан (2007)
- Медаль Международного союза биохимии и молекулярной биологии (2009)
- Избрание иностранным членом Королевского общества, Великобритания (2010)

## Общественная деятельность
В 2016 году подписал письмо с призывом к Greenpeace, Организации Объединённых Наций и правительствам всего мира прекратить борьбу с генетически модифицированными организмами (ГМО).